# Микита Кожум'яка (фільм, 2016)
«Микита Кожум'яка» — український 3D-анімаційний фільм-фентезі, знятий Мануком Депояном за мотивами однойменної казки Антона Сіяніки. Назва англійською «Драконове закляття» (англ. The Dragon Spell). Фільм розповідає про хлопчика Микиту, сина богатиря, який рятує свій і казковий світи від повернення злого дракона.
Прем'єра стрічки в Україні відбулась 13 жовтня 2016 року. У серпні 2017 року стрічка брала участь у відборі на висування фільму від України на ювілейну 90-ту кінопремію «Оскар» Американської академії кінематографічних мистецтв і наук у категорії «Найкращий фільм іноземною мовою». Частина українських і зарубіжних глядачів та експертів знайшли стрічку вдалою та цікавою, водночас частина критиків охарактеризували «Микиту Кожум'яку» як технічно застарілий, надмірно клішований твір.

## Сюжет
Хлопчик Микита — син богатиря Кирила, який колись переміг злого Дракона. Тепер світові нічого не загрожує і Кирило мирно живе з родиною, а шкура Дракона висить в його будинку. Микита мріє стати героєм, боротися зі злом, але йому бракує сили. Через його пустощі шкура рветься, тож батькові доводиться її абияк зшити. Мати, Марія, поблажливо ставиться до Микити, але старший брат Богдан глузує з нього, кажучи, що той ніякий не герой.
Тим часом чарівник, дід Данило, помічає комету та визначає, що скоро, отже, розцвіте Жар-квітка. Данило посилає свого учня, кмітливого, проте хвалькуватого кажана Едді доставити листа Кирилу. Богатир вирушає до чарівника, а Микиті наказує сидіти вдома. Попри наказ, хлопчик іде слідом за батьком, слідом вирушає теля Чубик. Отож, Микита підслуховує розмову, з якої дізнається, що Дракон не був подоланий остаточно. Його дух вселився у відьму і якщо вона добуде квітку папороті та драконову шкуру, то Дракон повернеться такий же сильний, як колись. Едді підмовляє Микиту розшукати Жар-квітку, що росте в казковій країні Дивиналії. Та Едді невміло чаклує закляття, що переносить його та хлопчика зовсім не туди, куди планувалося.
Микита та Едді знайомляться у Дивиналії з дівчинкою-сиротою Роксоланою та її білкою на кличку Камікадзе. Оскільки Роксолана спершу називає себе Рокі, її сприймають за хлопчика. Вона погоджується допомогти в боротьбі проти Дракона, а Микита вважає, що це його нагода втілити мрію. Відьма відчуває появу незнайомців і розуміє, що Микита — це син Кирила. Вона посилає троля Татя схопити хлопчика. Напад троля розділяє дітей, Микита з Едді змушені йти далі самі в місце, вказане Роксоланою. Данило в той час будує разом з Кирилом і його рідними вертоліт.
Хлопчик з Едді потрапляють у пастку відьми, вона насилає примар, що видають себе за Кирила та Данила. Та Микита здогадується, що вони несправжні. Тоді відьма намагається підкупити Роксолану, обіцяючи дати їй родину. Дівчинка відмовляється зрадити нових друзів і відмовляється. Микита зустрічається з Роксоланою в покинутому будинку, де вона колись жила, але не здогадується про це. Діти читають підказку, котра вказує на зачакловане озеро, звідки відкривається наповнена перешкодами дорога до Жар-квітки. Шлях перепиняє кам'яний вартовий, який визнає Микиту та Роксолану сміливими. Діти розповідають йому, що хочуть спинити Дракона, і вартовий дає їм для допомоги світлячка, здатного показати де росте Жар-квітка.
Тать схоплює Роксолану та тікає до відьми. Вона обіцяє повернути Роксолану лише в обмін на квітку. Дівчинка впізнає у відьмі свою матір, в яку вселився Дракон. Данило ж запускає вертоліт і разом з батьками Микити переносить апарат у Дивиналію.
Микиті вдається розшукати Жар-квітку, але він розуміє, що її не можна давати відьмі. Едді намагається спинити відьму, та вона хапає квітку й повертає її силою тіло Дракона. Коли Дракон намірюється спалити дітей, на допомогу прибуває Дмитро з Кирилом, Марією та Богданом. Микита з Роксоланою непомітно викрадають вертоліт, щоб відволікти лиходія. Хлопчик згадує, що здолати Дракона може тільки власне полум'я, і провокує його видихнути. Оскільки шкура була погано зшита, полум'я пробивається скрізь з-під неї, Дракон загорається й вибухає.
Батьки вітають Микиту, а Дмитро каже Едді, що той добре навчився чаклувати. Роксолана лишається в Дивиналії з матір'ю. Едді відправляє Микиту з родиною додому, але знову плутає закляття і лишається в Дивиналії.

## У ролях
В оригіналі англійською ролі озвучили:
- Кейт Брістол (Kate Bristol) — Микита Кожум'яка
- Аллен Енлоу (Allen Enlow) — кажан Едді
- Меліса Шьонеберґ (Melissa Schoenberg) — Відьма / Сірінга
- Марк Томпсон (Marc Thompson) — Дракон, білка Камікадзе, Монстр троль Тать, хлопці та оповідач
- Майк Паллок (Mike Pollock) — Кирило Кожум'яка
- Аліса Лей Розенфелд (Alyson Leigh Rosenfeld) — Роккі
- Вільям Тоуст (William Tost) — Адлер / дід Данило
- Джейсон Ґріффіс (Jason Griffith) — бовдур
- Айлін Стівенс (Eileen Stevens) — Марія Кожум'яка
- Джейк Пейк (Jake Paque) —Богдан Кожум'яка

## Мова фільму
Сценарій фільму було написано англійською, аби його могли згодом відредагувати/адаптувати американські сценаристи, щоб зробити діалоги й сцени емоційнішими та реальнішими. Так само англійською в оригіналі знімали й сам фільм через те, що дублювати англійською після українського озвучування значно складніше, ніж навпаки, через специфіку англійської фонетики і лексики.

## Дубляж українською
Фільм дубльованоий українською студією «Postmodern» за участю «Pie Post Production» у 2016 році.
- Режисер дублювання: Лідія Громовенко

Фільм дублювали такі актори:
- Арсен Шавлюк — Микита Кожум'яка
- Віктор Андрієнко — кажан Едді
- Руслана Писанка — Відьма / Сірінга
- Сергій Сивохо — Дракон
- Василь Вірастюк — Кирило Кожум'яка
- Ганна Соболєва — Роккі (Роксолана)
- Юрій Висоцький — дід Данило
- Світлана Шекера — Марія Кожум'яка
- Володимир Плахов — Богдан Кожум'яка / Кам'яний страж
- Marc Thompson — білка Камікадзе
- Матвій Ніколаєв — троль Тать
- Андрій Соболєв — хлопці
- Кирило Нікітенко — оповідач

## Виробництво

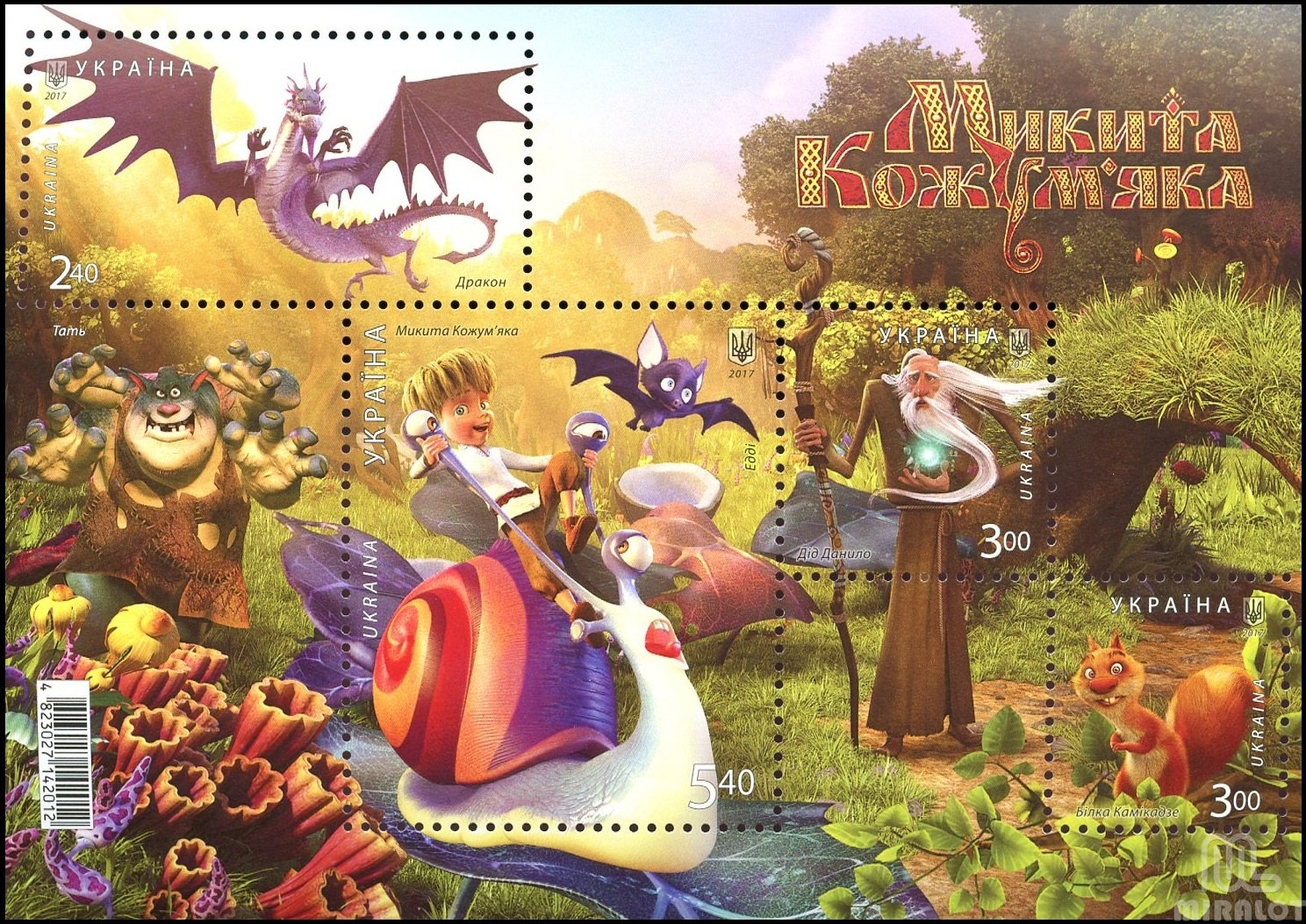
Набір поштових марок з персонажами фільму

### Розробка
Розробка проекту під назвою «Микита Кожум'яка та вогняна квітка» почалась у 2007 році, але після препродакшну довелося повністю змінити весь процес виробництва комп'ютерної графіки, на що в інвесторів не вистачило грошей. Внаслідок фінансово-економічної кризи фільм залишився без фінансування й у 2008 році проект було повністю заморожено через втрату фінансування від спонсору проекту — анонімного українського бізнесмена.
Відновилась робота над фільмом лише у 2011 році кінокомпанією Panama Grand Prix завдяки українським інвесторам та підтримці Держкіно у розмірі в 4 мільйони гривень, що становило тоді п'яту частину бюджету мультфільму. Режисер фільму Манук Депоян розповів, що над створенням стрічки протягом двох років активно працював колектив з декількох сотень осіб. Кістяк аніматорів, за його словами, складали українські художники, а анімація створювалася в Києві, Харкові та Одесі.
Постановкою анімаційних сцен займався Віктор Андрієнко, який також озвучив декількох персонажів, зокрема друга головного героя кажана Едді. За словами одного із продюсерів, над фільмом працювали понад 200 осіб.
Довести роботу до кінця вдалося у 2016 році. Ряд змін та залучений міжнародний досвід дозволили значно покращити вигляд героїв і всіх сцен у остаточній версії мультика. Цікаво, що мережею гуляють як «кадри» та саундтреки з перших версій мультика, так і з виданої у 2016 році фінальної роботи.

### Кошторис
Загальний кошторис проекту становив 97,3 млн грн (4 млн. доларів США). З них Держкіно профінансувало 4 мільйони гривень.

### Музика
Музику до фільму написав Сергій Круценко. Також був залучений оркестр, який налічував 62 особи.

### Саундтрек
Спеціально для фільму було записано 7 пісень, головну з яких виконує співачка Злата Огнєвіч. Її пісня «За лісами горами» з 2013 року стала своєрідною візитівкою мультику. Але в остаточній версії мультфільму 2016 року звучить інша композиція.

## Реліз

### Реліз в Україні
Початково вихід стрічки в український широкий прокат планувався на грудень 2016 року і її прокатником мав бути B&H. Згодом українську прем'єру стрічки перенесли на 13 жовтня 2016 року, а українського прокатника змінили з B&H на UFD. Однією з причина перенесення української прем'єри кінострічки могло бути бажання нових прокатників з компанії UFD не конкурувати з іншим українським сімейним-фільмом, «Сторожовою заставою» Юрія Ковальова, що мав вийти у прокат 22 грудня 2016 року, але прем'єру якого згодом також перенесли на 12 жовтня 2017 року.
Телевізійна прем'єра фільму в Україні відбулася на Новому каналі 13 травня 2017 року. Після прем'єри на українському телебаченні, у травні 2017 року фільм також став доступний для онлайн-перегляду на VOD-платформі Megogo.net.

### Реліз закордоном

#### Реліз в Росії та в окупованих Росією Криму та Донбасі
Фільм вийшов в широкий російський кінопрокат, включно з окупованими Росією регіонами України Донбасі та Криму 27 квітня 2017 року; дистриб'ютор — «Ракета Релизинг».

#### Реліз в інших закордонних країнах
Виробник стрічки студія «Panama Grand Prix» повідомив, що «Микита Кожум'яка» взяв участь у Каннському кіноринку і отримав контракти на кінотеатральний показ у 15 країнах світу, зокрема у Росії, Великій Британії, Китаї, Японії, Південній Кореї, Польщі, Болгарії, Туреччині тощо. На початку 2017 року в українських ЗМІ була інформація, що фільм вийде у більш як 60 країнах світу.
Продажем прав фільму закордон в більшості країн займалася німецька компанія Sola Media GmbH. Спробою продати права на кінотеатральний прокат фільму в Китай (який урешті-решт так і не відбувся) займалася компанія Film.ua.

## Касові збори
За перший вікенд в Україні, стрічка зібрала понад 5 млн гривень, а в цілому за прокат майже 12 млн гривень, що досить потужно для українського кінопрокату. В Україні стрічку переглянули близько 200 тисяч глядачів.
За перший вікенд іноземного прокату «Микита Кожум'яка» зібрав 4,350 млн грн в Польщі та 3,071 млн грн в Туреччині. Загалом мультфільм вийшов у прокат у багатьох іноземних країнах, як от Росія, Саудівська Аравія, Угорщина, Польща, Південна Корея, та Туреччина. Всього фільм зібрав у світовому прокаті (в Україні та закордоном) $1,98 млн.

## Сприйняття
«Микита Кожум'яка» зібрав посередні оцінки, отримавши на IMDb 5,4 бали з 10. Фільм отримав змішані відгуки від українських кінокритиків.
На думку «KinoFilms.ua», «З перших сцен мультфільму стає ясно, що перед нами не зарубіжне творіння, а кінокартина, яка черпала свою історію з української культури… „Микита Кожум'яка“ вийшов безмежно доброю і чистою казкою, де фантазія б'є ключем, натхненна досвідом західних кінематографістів, адже потрібно ж з когось брати приклад, але в той же час зберегла свою українську самобутність. А сам головний герой Микита є відмінним прикладом для дітей, тому батьки можуть не переживати і сміливо вести в кіно на цей мультфільм навіть найменших глядачів».
«НВ» відгукнулося про фільм як низькоякісний, банальний та вторинний. «Будь цей мультфільм, скажімо, бразильським, впевнений, що більшість критиків рознесли б його на друзки. І вони були б праві. За якістю картинки Микита Кожум'яка безумовно не дотягує не лише до голлівудських стандартів, але навіть до анімаційних опусів північного сусіда. Якщо ви ходили, наприклад, на новинки цього року, то різниця із Зоотрополісом, Лелеками чи Таємним життям домашніх тварин буде разючою. Сценарій дуже вторинний і відверто нудний. Особливо, у другій половині мультфільму, коли дія часом відчутно провисає. Діалоги пафосні й тривіальні, а жарти занадто натужні. Ну і підтекст. Його тут просто немає». Для української анімації «Микита Кожум'яка» може називатися якимось досягненням, але саме український колорит він не наважується обіграти яким-небудь незвичайним чином. «Здорова іронія над національним колоритом і байками про Змія могла б дуже оживити цю притрушену нафталіном казочку про героя з мужнім серцем. Може наступного разу вийде. Початок покладено. І він зовсім не поганий».
Видання «Pingvin.pro» стверджує, що «від проекту так і випирає недопрацьованістю, адже окрім персонажів деталізовавним тут більше нічого не можна назвати». Хоча очевидно, що це «мультфільм, розрахований на дитячу аудиторію, але це ніколи не було приводом робити дитячі мультфільми зовсім без логіки і сюжету». Фільм сприймається просто нудним і найцікавішим персонажем виявляється кажан, бо «всі інші герої абсолютно не цікаві».
Журнал «Український тиждень» вказав «Микиту Кожум'яку» серед віх української анімації з зазначенням, що попри неоригінальність і технічну застарілість, він зміг отримати порівняно непогані на той час касові збори та навіть покрити витрати на створення.
Фільм зібрав $4 млн у прокаті, з них в Україні $0,4 млн. Попри чимало негативних оцінок, його збори перевищили збори фільму «Викрадена принцеса: Руслан і Людмила» ($3,7 млн).

## Скасоване продовження
У червні 2013 року продюсер Дмитро Белінський заявив, що планується зняти два сиквели, але їхній сюжет буде остаточно затверджено лише після того, як стануть відомі касові збори першої частини. Дія сиквелів мала розгортатися в Києві та Нью-Йорку.

## Нагороди та номінації
| Список нагород та номінацій           | Список нагород та номінацій | Список нагород та номінацій | Список нагород та номінацій | Список нагород та номінацій | Список нагород та номінацій |
| Кінопремія                            | Дата церемонії              | Категорія                   | Номінант(и)                 | Результат                   | Дж                          |
| ------------------------------------- | --------------------------- | --------------------------- | --------------------------- | --------------------------- | --------------------------- |
| Національна кінопремія «Золота дзиґа» | 20.04.2017                  | Найкращий анімаційний фільм | Микита Кожум'яка            | Перемога                    | [ 42 ]                      |